# 謝爾普霍夫
謝爾普霍夫（羅馬化：Serpukhov）是俄羅斯莫斯科州的一個城市，位於莫斯科以南奧卡河畔。2002年人口131,097人。
1339年建城，以拱衛莫斯科。1556年建立了克里姆林。目前是紡織、機械、造紙、傢具製作的工業的中心。

## 著名人物
- Herman of Alaska，出使阿拉斯加的传教士
- 维克多·格里申，苏联政治人物
- Oleg Menshikov，艺人
- Vladimir Shkolnik，哈萨克斯坦政治人物

## 友好城市
- 法國 博比尼